# Trầm Lộng
Trầm Lộng (xưa gọi là Kiện Trung) là một xã phía nam của huyện Ứng Hòa, thành phố Hà Nội, nằm cách trung tâm huyện Ứng Hoà 9 km, cách trung tâm Hà Nội 45 km, cách Hà Đông 38 km, cách thị xã Phủ Lý (Hà Nam) 26 km. Xã rộng 712,4 ha, có 4812 dân. Xã này phía bắc và Tây giáp xã Hòa Lâm, phía nam giáp xã Đại Hùng, Đông Nam giáp xã Kim Đường và Đại Cường, phía đông giáp xã Minh Đức và xã Đồng Tân. Đây là xã có Dự án đường trục phía nam Hà Nội đi qua.
Xã Trầm lộng có 10 thôn: An Cư, An Hòa, An Thái, Cao Minh (Cao Tạ), Kiện Vũ (Vĩnh Phúc),Lương Đa, Phú Điền, Thu Nội, Trầm Lộng, Xuân Đài (Trầm Dâu),
Trầm Lộng vùng đất chiêm trũng, nằm giữa hai con sông Đáy và sông Nhuệ và có hệ thống kênh rạch thủy lợi chằng chịt. Ô nhiễm sông Nhuệ và sông Đáy đã ảnh hưởng nhiều đến tưới tiêu phục vụ sản xuất nông nghiệp và gây ô nhiễm môi trường của xã.
Giao thông của xã Trầm Lộng phụ thuộc chính vào trục đường liên xã, đường Quàn. Hiện nay con đường rải đá này đã rất xuống cấp, nhỏ, hẹp, không thuận tiện để phát triển kinh tế và du lịch.
Trong thời kỳ chiến tranh Đông Dương, Trầm Lộng là nơi hoạt động và nuôi dấu các ông: Đỗ Mười, Hoàng Quốc Việt...Trầm lộng là cơ quan đầu não kháng chiến trong khu vực Khu Cháy .
Trong thời kỳ chiến tranh Việt Nam, Trầm lộng là một điển hình của Việt Nam Dân chủ Cộng hòa về giao nhiều quân, thực hiện các phong trào: Thanh niên ba sẵn sàng, Phụ nữ ba đảm đang, Gậy Trường sơn tặng người thân lên đường nhập ngũ.
Di tích chùa Chòng và chợ Chòng cũ nay vẫn còn, là di tích lịch sử an toàn khu đã được Nhà nước Việt Nam xếp hạng.... 
Trầm Lộng có nền kinh tế thuần nông, có nghề phụ nhưng chưa đóng góp nhiều vào việc cải thiện đời sống người dân. Chăn nuôi cũng đang là nghề mở ra hướng đi mới cho người dân và mang lại thu nhập đáng kể. Tuy nhiên do tình hình thiếu điện chung của cả nước, nên ngành nghề này đang gặp rất nhiều khó khăn.
Trầm Lộng có một trường tiểu học (Tiểu học Trầm Lộng) và một trường trung học cơ sở (Trường trung học cơ sở Trầm Lộng).